# Хартвиг фон Бюлов
Хартвиг фон Бюлов (на немски: Hartwig von Bülow; * 1674; † 1711) е благородник от род фон Бюлов, наследствен господар в Камин в Мекленбург-Предна Померания.
Той е син на Бернхард Йоахим фон Бюлов-Камин (1632 – 1676) и съпругата му Хиполита Мария фон Шак (1649 – 1720), дъщеря на Хартвиг фон Шак-Мюсен († 1676) и Катарина фон Перкентин, наследничка на Цехер. Внук е на Детлоф фон Бюлов († 1662), декан на манастир Ратцебург и наследствен господар в Хундорф, и съпругата му Маргарета фон Шак (1592 – 1658). Баща му купува имението Камин в Мекленбург-Предна Померания. Сестра му Катарина фон Бюлов (* 1672) е омъжена 1693 г. за Хайнрих Улрих фон Негенданк.
Хартвиг фон Бюлов умира на 37 години през 1711 г.
Дядо е на Бернхард Ернст фон Бюлов (1815 – 1879), външен министър на Германската империя, и Бернхард Хайнрих фон Бюлов (1849 – 1929), който става 1. княз на Бюлов и от октомври 1900 до юли 1909 г. е имперски канцлер на Германската империя.

## Фамилия
Хартвиг фон Бюлов се жени 1698 г. за Катарина Луиза фон Негенданк (1674 – 1727), дъщеря на Улрих фон Негенданк (1639 – 1695), господар в Егердорф, и Агнеса Доротея фон Бер (1645 – 1701). Те имат четири деца:
- Андреас Готлиб фон Бюлов (* ок. 1700)
- Хиполита Мария Катарина фон Бюлов (* ок. 1702)
- Бернхард Йоахим фон Бюлов (1704 – 1779), женен за Кристина Елизабет фон Бюлов (* 1724), дъщеря на Ото Хайнрих фон Бюлов (1684 – 1760) и Давидия Мария фон Дриберг (1700 – 1778); имат 3 сина и две дъщери
- Хартвига Доротея фон Бюлов (1711 – 1757), омъжена 1731 г. за Корд Ханс фон Бюлов (1696 – 1755), син на Кристиан Фридрих фон Бюлов (1654 – 1734) и Илзаба София фон Шперлинг († 1717); имат син и дъщеря